# Michelinguiden
Michelinguiden (på fransk: Guide Michelin) er en bog med anmeldelser og anbefalinger af især restauranter. Den blev første gang udgivet i Frankrig i år 1900 af den franske dækfabrikant André Michelin. Den blev uddelt gratis på autoværksteder og hos bilforhandlere for at hjælpe bilejerne med at finde benzintanke og værksteder samt i mindre grad overnatnings- og spisesteder.

## Vurderinger
Systemet med karakterer som stjerner blev indført i 1930'erne. I guiden vurderes maden på spisestederne med en karakter fra én til tre michelinstjerner:
- 1 stjerne: En god restaurant i sin kategori.
- 2 stjerner: Rigtig godt køkken, værd at køre en omvej efter.
- 3 stjerner: Ekstraordinær køkkenkunst, værd at rejse efter.

Betjening, stemning og øvrige indtryk vurderes med 1-5 korslagte bestik; særligt gode steder får bestik i rød farve.
Bedømmelsen sker efter fem kriterier:
1. Kvaliteten af råvarerne.
2. "Håndværket" - dvs. smagen og tilberedningen.
3. "Personligheden" - dvs. hvor godt det er lykkedes for kokken at finde sit eget udtryk.
4. Kvalitet for pengene.
5. Kvalitet uanset tidspunkt - det skal være den samme oplevelse, uanset hvornår gæsten spiser på restauranten.

Overnatningsstederne belønnes med hotelsymboler. Jo større, jo bedre.
Anonyme inspektører spiser på restauranterne og bedømmer dem. Anonymiteten sikrer, at inspektørerne ikke får særbehandling.

### Bib Gourmand
Siden 1955 har guiden også fremhævet restauranter, der tilbyder "god mad til prisen", og som tildeles den såkaldte "Bib Gourmand" i form af en figur af en michelinmand. Disse restauranter serverer menuer under et vist prisniveau, der bestemmes af landets økonomiske standarder. Bib (Bibendum) er firmaets kælenavn for Michelinmanden, firmaets logo i mere end et århundrede.

### Grøn stjerne
Siden 2020 har guiden ydermere givet grønne stjerner til restauranter, der adskiller sig ved at gøre en større indsats for bæredygtigheden, ved f.eks. at arbejde direkte med producenter, fokusere på genbrug eller minimere madspild.

## Danske restauranter

### Danske restauranter med michelinstjerner
Kong Hans Kælder og La Cocotte var de første danske restauranter, der fik michelinstjerne; det var i 1983.
I 2025 er der uddelt michelinstjerner til 37 restauranter i Danmark. Blandt disse restauranter er 12 også tildelt den grønne stjerne for bæredygtighed. Offentliggørelsen skete på Anneberg.
| Restaurant             | Antal michelinstjerner | Grøn stjerne | By                |
| ---------------------- | ---------------------- | ------------ | ----------------- |
| Geranium               | 3                      |              | København         |
| Jordnær                | 3                      |              | Gentofte          |
| noma                   | 3                      | x            | København         |
| Alchemist              | 2                      | x            | København         |
| AOC                    | 2                      |              | København         |
| Frederikshøj           | 2                      |              | Aarhus            |
| Henne Kirkeby Kro      | 2                      | x            | Henne             |
| Kadeau Copenhagen      | 2                      | x            | København         |
| Koan                   | 2                      |              | København         |
| Kong Hans Kælder       | 2                      |              | København         |
| Alimentum              | 1                      | x            | Aalborg           |
| Alouette               | 1                      | x            | København         |
| ARO                    | 1                      |              | Odense            |
| Domestic               | 1                      | x            | Aarhus            |
| Domæne                 | 1                      |              | Herning           |
| Dragsholm Slot Gourmet | 1                      | x            | Hørve             |
| formel B               | 1                      |              | København         |
| Frederiksminde         | 1                      | x            | Præstø            |
| Gastromé               | 1                      |              | Aarhus            |
| Jatak                  | 1                      |              | København         |
| Kadeau Bornholm        | 1                      | x            | Åkirkeby          |
| LYST                   | 1                      | x            | Vejle             |
| Marchal                | 1                      |              | København         |
| MOTA                   | 1                      |              | Nykøbing Sjælland |
| Parsley Salon          | 1                      |              | Hellerup          |
| Pearl by Paul Proffitt | 1                      |              | Kruså             |
| Restaurant Aure        | 1                      |              | København         |
| Substans               | 1                      |              | Aarhus            |
| Sushi Anaba            | 1                      |              | København         |
| Syttende               | 1                      |              | Sønderborg        |
| Søllerød Kro           | 1                      |              | København         |
| texture                | 1                      |              | København         |
| The Samuel             | 1                      |              | Hellerup          |
| Ti Trin Ned            | 1                      |              | Fredericia        |
| Tri                    | 1                      | x            | Agger             |
| Udtryk                 | 1                      |              | København         |
| Villa Vest             | 1                      |              | Lønstrup          |

### Danske restauranter der tidligere har haft michelinstjerner
Siden 2020 har nedenstående danske restauranter mistet deres status som såkaldt michelinrestaurant. Restauranterne har ikke efterfølgende fået tildelt michelinstjerner.
| Restaurant | Antal michelinstjerner | Mistet i (år) | By        |
| ---------- | ---------------------- | ------------- | --------- |
| Era Ora    | 1                      | 2020          | København |
| Kiin Kiin  | 1                      | 2023          | København |
| Kokkeriet  | 1                      | 2023          | København |
| Studio     | 1                      | 2020          | København |